# Calibre
Calibre ist ein freies Programmpaket zur Verarbeitung, Konvertierung und Verwaltung von E-Books für Linux, macOS und Windows. In vielen Linux-Distributionen lässt sich die Software direkt aus den Standard-Paketquellen installieren.

## Geschichte
Kovid Goyal begann mit der Entwicklung am 31. Oktober 2006 anlässlich der US-Markteinführung des E-Book-Readers PRS-500 der Firma Sony, anfangs ohne grafische Benutzeroberfläche und unter dem Namen „libprs500“. Um diesen Reader unter Linux nutzbar zu machen, rekonstruierte Goyal mit Unterstützung aus der MobileRead-Gemeinde das Kommunikationsprotokoll für den Zugriff auf das Gerät über USB und schrieb einen Konverter für das verwendete proprietäre Dateiformat LRF.
Mitte 2008 wurde der Name zum heutigen „calibre“ geändert.

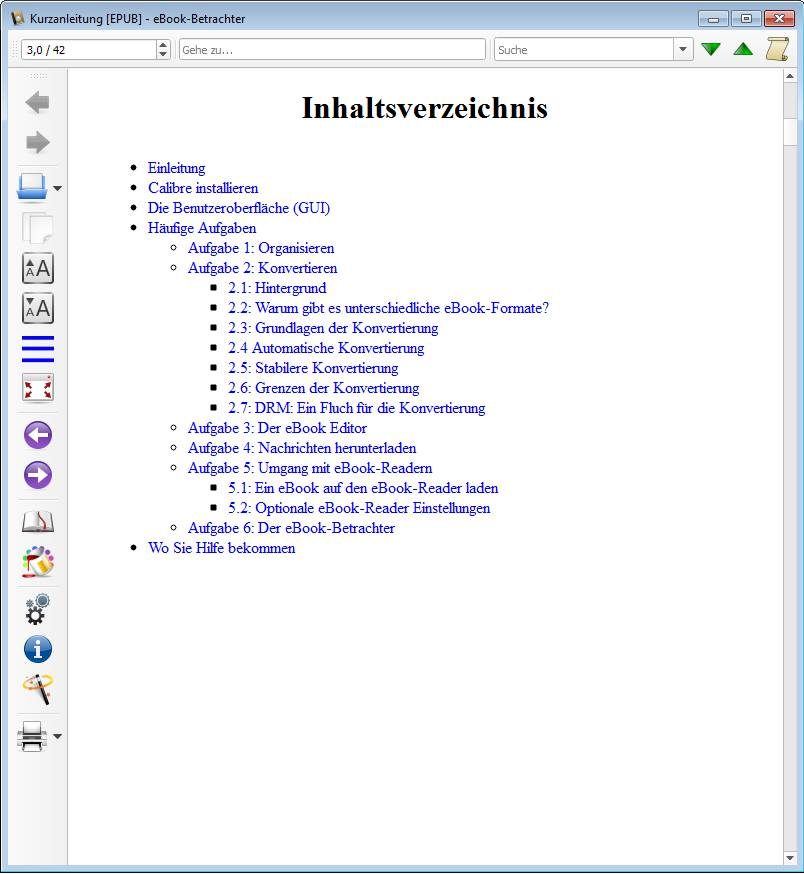
Calibre-Betrachter

## Funktionen
Eine Vielzahl unterstützter Dateiformate kann dargestellt, bearbeitet, konvertiert und ausgedruckt werden. Die Inhalte können dabei auch aufbereitet werden, beispielsweise durch Änderungen der zu verwendenden Schrift oder Einfügen eines automatisch erstellten Inhaltsverzeichnisses.
Calibre bietet zahlreiche Funktionen zur Katalogisierung elektronischer Bücher. Die erfassten Werke können mit verschiedenen Metadaten versehen werden, die auch aus Online-Katalogen (ISBNdb.com, Google Books, Amazon, LibraryThing) importiert werden können.
Die Bücher können in Calibre importiert und auf diverse Mobilgeräte exportiert werden. Es ist möglich, Bücher und Metadaten zu synchronisieren, wobei sie automatisch in jeweils passende Datenformate konvertiert werden.
Meldungen von Nachrichten-Websites (Web-Feeds) können automatisch aus dem Internet bezogen, in eine E-Book-Datei verpackt und an ein Mobilgerät übertragen werden. Auch Wikipedia-Artikel können mit Hilfe eines Wiki Readers als EPUB-Dokument gespeichert werden.
Die Unterstützung von Dateiformaten, Mobilgeräten, Nachrichten- und Metadatenquellen ist modular erweiterbar.
Inhalte der verwalteten Sammlung sind auch aus der Ferne über Internet, Webbrowser, Mobilgeräte usw. verfügbar oder können (beispielsweise abonnierte Inhalte) automatisch zugestellt werden („push“).
- Von Version 0.9.34 an können mittels Calibre Texte im Format docx in EPUB konvertiert werden.

- Von Version 1.15 an können mittels Calibre elektronische Bücher in den Formaten EPUB und AZW3 (Kindle) bearbeitet werden.

- Von Version 1.22 an besteht die Möglichkeit, E-Book-Dateien inhaltlich miteinander zu vergleichen.

- Von Version 2.0[8] an können E-Book-Dateien in den Formaten EPUB und AZW3 neu erzeugt und bereits vorhandene elektronische Bücher editiert werden.[9]

- Mit der Version 3.0 vom Juni 2017 wurde ein komplett neuer „Content-Server“ geschaffen, der es erlaubt, Bücher im Browser eines Smartphones oder Tablets im Offline-Modus zu lesen.[10]

- Mit der Version 4.0 vom Oktober 2019 wurde von Qt WebKit zu Qt WebEngine migriert, da Qt WebKit nicht mehr gewartet wird. Durch diese Umstellung mussten einige Teile von Calibre neu geschrieben werden.[11]

- Mit der Version 4.9.1 vom Januar 2020 wurde die Suchfunktionalität verbessert, so dass nun reguläre Ausdrücke unterstützt werden.[12]

- Mit der Version 4.14 vom April 2020 wurde die Suchfunktionalität weiter verbessert, so dass nun unscharfe Suchen unterstützt werden.[13]
- Mit der Version 6.0 vom Juli 2022 erhielt Calibre die Funktion der Volltextsuche.[14][15]

## Technik
Die Anwendung ist in den Programmiersprachen Python und C geschrieben und wird unter den Bedingungen von Version 3 der GNU General Public License (GPL) als freie Software auch im Quelltext veröffentlicht.
Zur Nachrichtenabfrage betätigt sich Calibre als RSS-Feedreader; für Fernzugriff enthält es E-Mail- und Webserver (HTTP).
Die Software ist auch als portable Version verfügbar.
Von Version 0.9.9 an gibt es auch eine 64-Bit-Version für Windows.
Durch verschiedene Plug-ins (z. B. DeDRM oder EpubMerge) kann die Funktionalität erweitert werden.